# Dana Podracká
Dana Podracká (Banská Štiavnica, Eslováquia, 9 de março de 1952) é uma escritora eslovaca. É considerada uma das principais poetisas da Eslováquia.
Nasceu em Banská Štiavnica, na Eslováquia. Durante a juventude, estudou psicologia na Universidade de Comenius. Podracká trabalhou no Instituto de Psicologia como editora na empresa Slovenský spisovateľ. EM 1991, começou a trabalhar para o periódico literário semanal Literárny týždenník. Tempos depois, angariou o cargo de vice-editora-chefe.
Em 1981, publicou sua primeira coleção de poesia, Mesačná milenka. Devido à qualidade da obra, foi agraciada com o prêmio Ivan Krasko Prize, como melhor novo trabalho. Seus poemas são traduzidos em diversos jornais e antologias literárias. Em 2004, recebeu o prêmio Witold Hulewicz Prize. She received the Witold Hulewicz Prize in 2004.

## Obras
- Rubikon (Rubicon), poesia (1988)
- Nezabudni na vílu (Don`t Forget the Good Fairy), literatura infantil (1991)
- Mytológia súkromia (Mythology of Privacy), redação (1994)
- Hriech (Sin), poesia (1996)
- Jazyky z draka. Mytológia slovenských rozprávok (The Tongues from a Dragon. The Mythology of Slovakian Fairy Tales), redação (2002)
- Zielpunkt. Mýtus o vernosti (Zielpunkt. The Myth of Faithfulness), redação (2005)
- Hysteria Siberiana, redação (2009)
- Mávnutie krídel (42 haiku od 11 slovenských básnikov) (The Wave of Wings (42 haiku by 11 Slovak poets)), antologia em haiku (2011)